# КК Шопрон
КК Шопрон (мађ. Soproni KC) је мађарски кошаркашки клуб из Шопрона. У сезони 2016/17. такмичи се у Првој лиги Мађарске. 

## Историја
Клуб је основан 1991. године. У националном првенству најдаље је стизао до полуфинала плеј-офа. Финалиста Купа Мађарске био је 2014. године.
Од сезоне 2015/16. такмичи се у ФИБА Купу Европе, али до сада ниједном није успео да прође прву групну фазу.

## Успеси

### Национални
- Куп Мађарске:
  - Финалиста (1): 2014.

## Познатији играчи
- Един Бавчић
- Милош Борисов
- Стеван Караџић
- Лука Павићевић
- Растко Цветковић